# Mabillon (Paris metro)
Mabillon är en tunnelbanestation i Paris metro för linje 10 i 6:e arrondissementet. Stationen öppnades 1925 och är belägen under Rue du Four. Stationen har fått sitt namn av Rue Mabillon, som i sin tur är uppkallad efter den franske benediktinmunken och historikern Jean Mabillon (1632–1707).

## Omgivningar
- Saint-Sulpice
- Saint-Germain-des-Prés
- Jardin médiéval du musée de Cluny
- Square Félix-Desruelles
- Square Laurent-Prache

## Bilder
| - Jean Mabillon. - Tunnelbanestationen Mabillon. - Saint-Sulpice. - Saint-Germain-des-Prés. |

| - Jardin médiéval du musée de Cluny. - Square Félix-Desruelles. - Square Laurent-Prache. |